# Ouani
Ouani este un oraș în Comore, în  insula autonomă Anjouan. În 2012 avea o populație de 11422, iar la recensământul din 1991 avea 7134 locuitori.